# Adalbert Busl
Adalbert Busl (* 10. Dezember 1950 in Beidl) ist ein deutscher Heimatforscher und pensionierter Grundschulrektor.

## Leben
Busl wurde in Beidl, heute ein Ortsteil von Plößberg, geboren und lebt in Wiesau, wo er hauptberuflich bis zu seiner Pensionierung im Jahr 2016 als Grundschulrektor tätig war. Sein Abitur legte er 1971 am Augustinus-Gymnasium Weiden ab. Nach seinem Lehramtstudium war er zunächst als mobile Lehrkraft und ab 1979 dann fest an der Grundschule in Wiesau eingesetzt. 1995 wurde er zum Schuljugendberater ernannt. Nach einigen Grundschulrektorverwendungen ab dem Jahr 2000 wurde er 2011 großer Rektor der drei Grundschulen in Wiesau, Falkenberg und Friedenfels. An der Grundschule Wiesau war er Initiator der Miniphänomenta, ein MINT-Projekt der Bildungsinitiative Technik – Zukunft in Bayern 4.0.
Busl belegte Seminare für Bayerische Landesgeschichte und verfasste zahlreiche heimatkundliche Schriften über Themen der Region Oberpfalz. Seit 1990 ist er Chefredakteur der wissenschaftlichen Zeitschrift Oberpfälzer Heimat des Oberpfälzer Waldvereins sowie die ergänzende Reihe der Weidner Heimatkundlichen Arbeiten. Für seine Verdienste um die Heimatpflege wurde er im Juli 2018 vom bayerischen Innenminister und Schirmherrn des Nordgautages Joachim Herrmann mit dem Nordgaupreis des Oberpfälzer Kulturbundes ausgezeichnet.

## Publikationen (Auswahl)
- mit Manfred Steinberger: Chronik des Marktes Wiesau. Verlag Markt Wiesau, Wiesau 1984.
- mit Marc Spoerer et al.: 500 Jahre Flachglas. 1487–1987. Von der Waldhütte zum Konzern. Hofmann, Schorndorf 1987, ISBN 978-3-7780-1091-4
- Wiesau – Pfarrkirche St. Michael. (= Peda-Kunstführer Nr. 009; Fotos: Gregor Peda)., Kunstverlag Peda, Passau 1989, ISBN 978-3-927296-10-7
- mit Bernhard M. Baron (Mitw.): Weiden in der Literaturgeographie. Eine Literaturgeschichte. (= Weidner heimatkundliche Arbeiten Nr. 21), herausgegeben vom Heimatkundlichen Arbeitskreis im Oberpfälzer Waldverein, Karl Knauf Verlag, Weiden i.d.Opf. 1995 [2., erg. Aufl.], ISBN 978-3-928901-04-8
- Bärnau. Stadt und Land. Geschichte bis zum Ende des Alten Reichs. Herausg. von der Stadt Bärnau, Bärnau 2004, ISBN 978-3-937117-24-9

## Ehrungen
- 1997: Johann-Andreas-Schmeller-Medaille des Landkreises Tirschenreuth
- 2016: Bürgermedaille in Silber des Marktes Wiesau[1]
- 2018: Nordgaupreis des Oberpfälzer Kulturbundes in der Kategorie „Heimatpflege“